# طه بصري
طه بصري (مواليد 2 أكتوبر 1946 في الجبل الأصفر بمحافظة القليوبية- توفي في 2 إبريل 2014 في القاهرة) مدرب ولاعب كرة قدم سابق بنادي الزمالك ويُعتبر أحد أيقوناته. لعب للمنتخب المصري في حقبة السبعينات. وشارك مع بلاده في بطولات عديدة لكأس الأمم الأفريقية وهو أحد هدافي مصر في بطولات كأس الأمم الأفريقية برصيد 4 أهداف سجلها في بطولتي 1974-1976. كان يُلقب "إيزيبيو" الكرة المصرية. اعتزل كرة القدم عام 1978، واتجه للتدريب.

## الميلاد والنشأة
ولد طه بصري بخيت مختار في 2 أكتوبر 1946 بقرية الجبل الأصفر بمحافظة القليوبية. ينحدر من عائلة من الطبقة المتوسطة ماليًا، لكنها ثرية فكريًا وأخلاقيًا، وله جذور صعيدية من جنوب أسوان. وفي ملاعب الجبل الأصفر برز طه بصري كأحد المواهب الكروية.

## حياته المهنية

### مسيرته كلاعب كرة قدم
لعب كلاعب وسط للمنتخب الوطني المصري ونادي الزمالك وهو أحد هدافي مصر في بطولات كأس الأمم الأفريقية برصيد 4 أهداف سجلها عامي 1974-1976. بدأ بصري مسيرته الكروية بالالتحاق بفرق ناشئين نادي الزمالك، ولعب أول مبارياته الرسمية مع الفريق الأول للنادي عام 1965. استمرّ في نادي الزمالك لمدة خمس سنوات ولكن توقف النشاط الرياضي في مصر في عام 1967 بسبب حرب 1967، حال دون استمراره مع القلعة البيضاء، واحترف في الكويت عام 1970، ولعب لسنوات عديدة مع النادي العربي الكويتي.

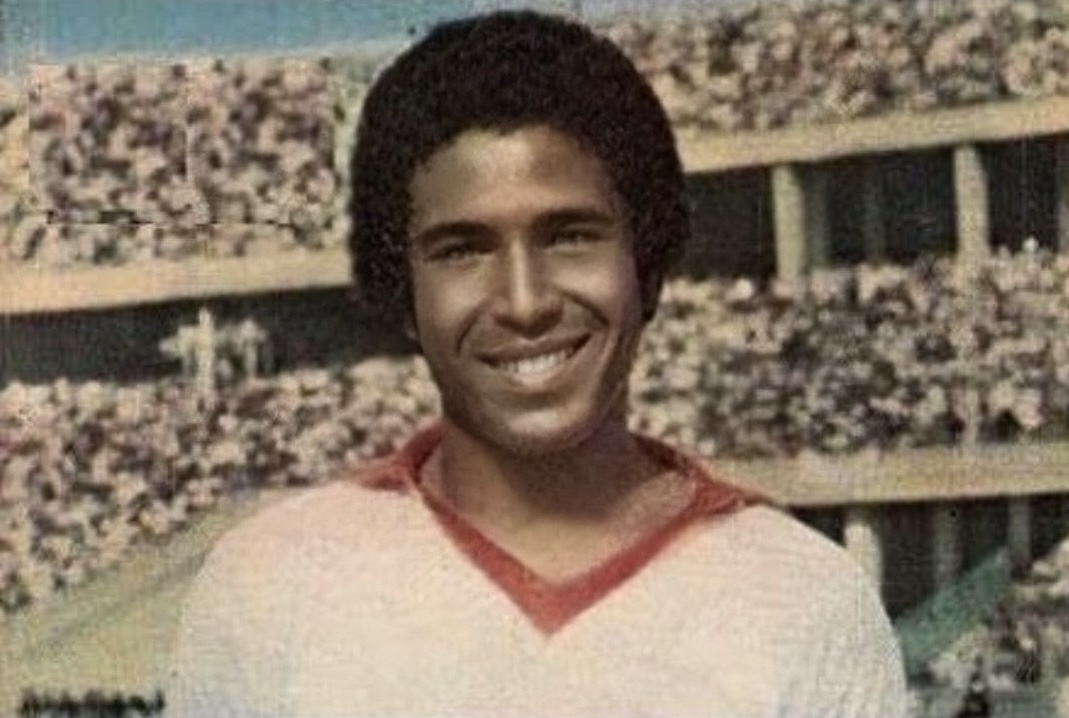
طه بصري مع الزمالك في عام 1975

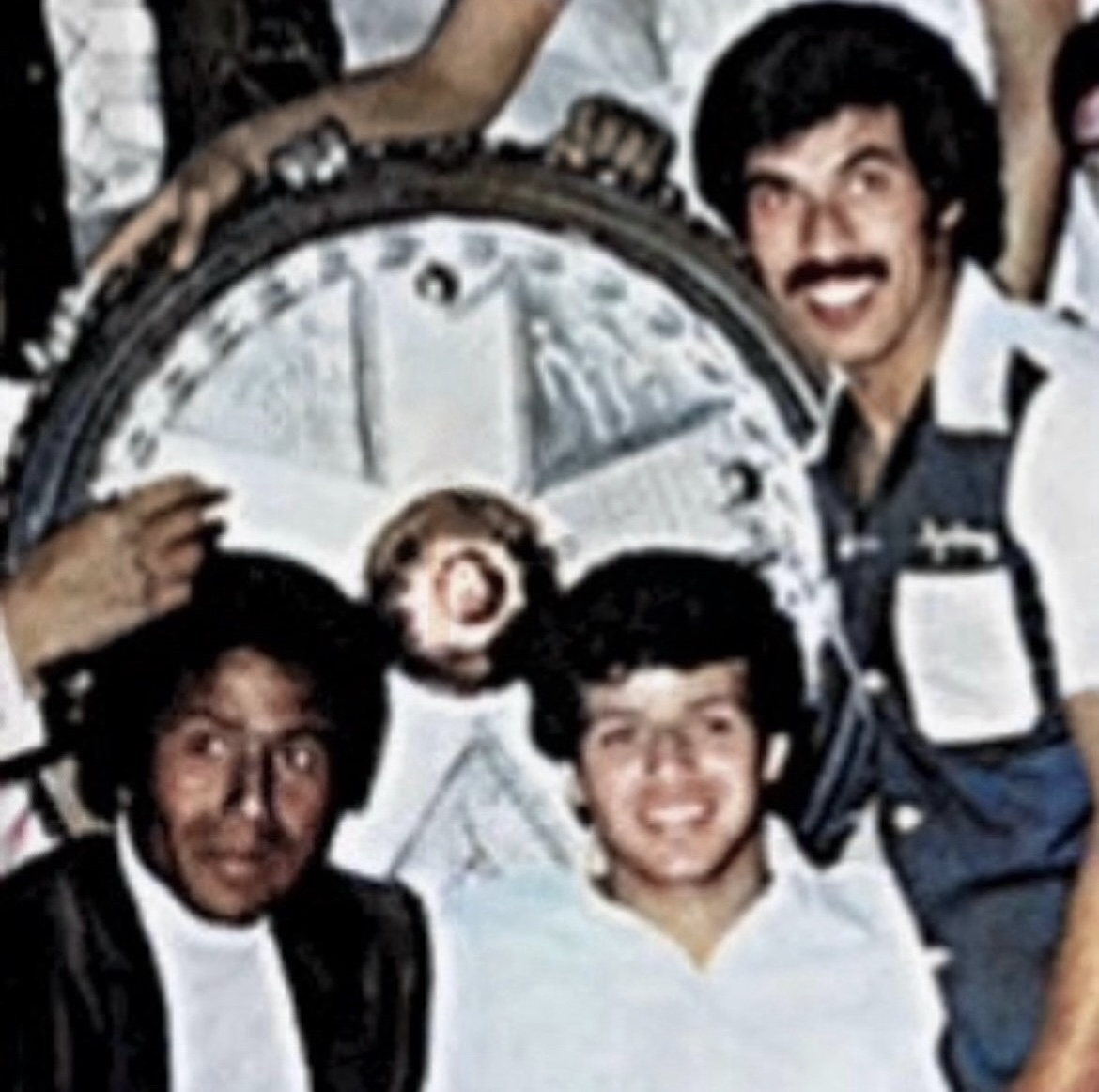
لاعبو الزمالك: حسن شحاتة (يمين) وطه بصري (يسار) ومحمد صلاح يحتفلون بدرع الدوري عام 1978

بعد حرب أكتوبر، استؤنفت منافسات كرة القدم في مصر، ووقع لاعب الوسط المصري لنادي الزمالك في مايو 1974، وحمل شارة قيادة الفريق لمدة أربعة مواسم، وسجل 19 هدفا في الدوري المصري. وسجل للزمالك ما يقرب من 30 هدفا في جميع المسابقات. لقب ب"إيزيبيو الكرة المصرية" وفاز مع نادي الزمالك بلقب الدوري المصري الممتاز (1977–78)، وكأس مصر مرتين في (1974–75، 1976–77). لن ينسى مشجعو كرة القدم المصرية أبدًا أهدافه الرائعة، خاصة هدفه التاريخي مع الزمالك ضد ديربي كاونتي في المباراة الودية عام 1975 في ستاد القاهرة، والتي فاز بها الزمالك بنتيجة 1-0. تميز بصري بتسديداته القوية وإتقان ركلات الرأس واللياقة البدنية المثالية، لكن أهم ما ميزه طوال مسيرته هو شخصيته المستقيمة. ولم يعترض قط على حكم أو يعتدي على حكم أو زميل. اعتزل طه بصري كرة القدم عام 1978.
لعب بصري للمنتخب الوطني المصري لأول مرة في عام 1966. ومثل بلاده في إجمالي 34 مباراة دولية، وكانت إحدى أكثر مبارياته التي لا تُنسى ضد المغرب في تصفيات كأس الأمم الأفريقية 1972 في القاهرة عام 1971، وفازت مصر بنتيجة 3-2. ولعب لبلاده في كأس الأمم الأفريقية 1970 وحصلت مصر على المركز الثالث. وفي كأس الأمم الأفريقية 1974، التي أقيمت في مصر، حصل البلد المضيف أيضًا على المركز الثالث. وكان قائد مصر في كأس فلسطين 1975 في تونس، والتي فازت مصر بلقبها. وفي كأس الأمم الأفريقية 1976، كان بصري قائدًا لمنتخب بلاده، واحتلت مصر المركز الرابع. وسجل إجمالي 4 أهداف في كأس الأمم الأفريقية. ولعب بصري لمصر في 34 مباراة دولية وسجل 9 أهداف دولية.

### مسيرته كمدرب
بدأ مسيرته التدريبية في فرق الناشئين بنادي الزمالك، وعمل عدة مرات في فرق الناشئين أو كمدرب عام للفريق الأول بالنادي. ثم درب بصري جميع مراحل الناشئين في نادي اتحاد جدة السعودي بين عامي سنوات 1982 و1995، وحقق معهم العديد من البطولات. كما تولي القيادة الفنية لمنتخب مصر تحت 17 سنة لكرة القدم في كأس العالم تحت 17 سنة لكرة القدم 1987 والذي أقيم في كندا.

طه بصري في 2008

تولي بصري منصب المدير الفني لنادي إنبي الصاعد حديثا للدوري الممتاز. حقق مع فريقه أكبر مفاجأة في الدورى في موسم 2002–03، وذلك عندما قاد فريقه للفوز على الأهلى في الجولة الأخيرة من البطولة بهدف نظيف، مما اهدي نادي الزمالك الغريم التقليدي الصدارة لنادي الزمالك بدلا من الأهلى ليحقق الفارس الأبيض درع الدوري. ثم حقق مع إنبي لقب كأس مصر 2005 وفاز أيضا بجائزة أفضل مدرب في مصر عام 2003. ثم درب نادي المقاولون العرب عام 2007، ثم الإسماعيلي في موسم 2008–09، والاتحاد السكندرى، المصرية للاتصالات، غزل المحلة. كما تولي تدريب نادي النجمة اللبناني في موسم 2010–11، ثم بتروجيت في موسم 2011–12.

## وفاته
توفى طه بصرى نجم الزمالك الأسبق مساء يوم الأربعاء الموافق الثاني من إبريل عام 2014، عن عمر ناهز 68 عاماً، بعد صراع طويل مع المرض. كان طه بصرى دخل في غيبوبة لفترة ليست بالقصيرة وظلت حالته غير مستقرة حتى انتقل إلى جوار ربه.

## الإنجازات

### لاعب
نادي العربي الكويتي
- كأس الأمير: 1970–71
- الدوري المشترك الكويتي: 1970–71، 1971–72[7]

نادي الزمالك المصري
- الدوري المصري الممتاز: 1977–78
- كأس مصر: 1974–75، 1976–77

المنتخب الوطني المصري
- كأس فلسطين للأمم: 1975
- المركز الـ3 كأس الأمم الأفريقية 1970-1974
- المركز الـ4 كأس الأمم الأفريقية 1976

### مدرب
نادي إنبي
- كأس مصر: 2004–05

### الألقاب الشخصية
- أفضل مدرب مصري لعام 2003

## وصلات خارجية
- طه بصري على موقع قاعدة بيانات كرة القدم.إي يو (الإنجليزية)
- طه بصري على موقع ناشيونال فوتبول تيمز (الإنجليزية)
- طه بصري على موقع عالم كرة القدم.نت (الإنجليزية)
- السيرة الذاتية
- موقع نادي بتروجيت
- قناة نادى بتروجيت